# Nürnberg (1934)
Pour les autres navires du même nom, voir SMS Nürnberg et Amiral Makarov (homonymie).
Le Nürnberg, aussi nommé Amiral Makarov, est un croiseur léger de la classe Leipzig de la Kriegsmarine.

## Histoire

### Kriegsmarine

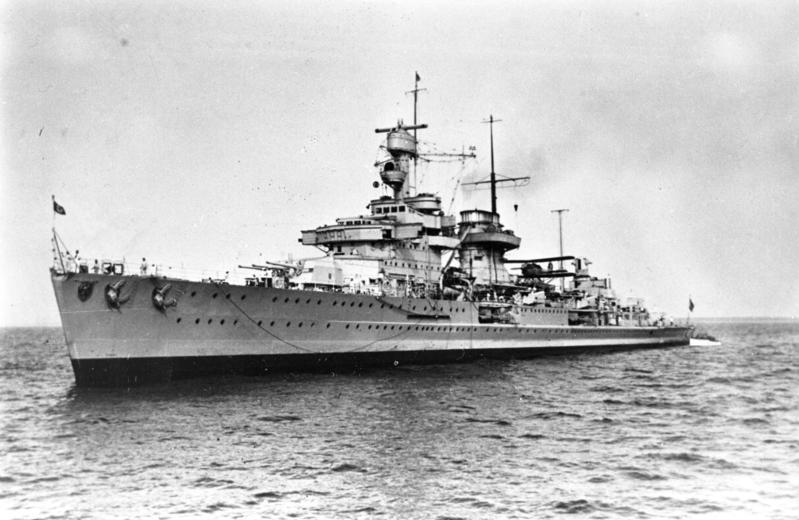
Le Nürnberg, avant guerre, 1935

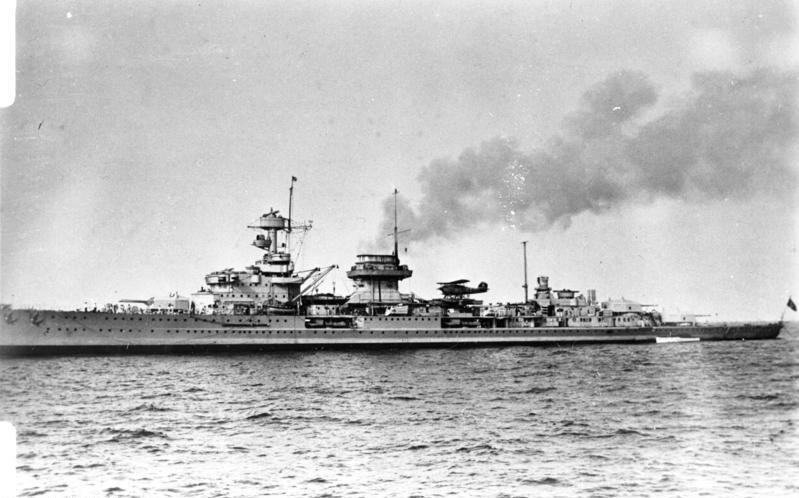
Le Nürnberg, toujours en 1935

Après son armement, le Nürnberg part tout de suite avec la légion Condor soutenir les nationalistes dans la guerre d'Espagne. Il se poste devant Valence.
Pendant la Seconde Guerre mondiale, après la campagne de Pologne, le croiseur opère en mer du Nord et pose des mines. Dans la nuit du 12 au 13 décembre 1939, le Nürnberg et le Leipzig endommagent le croiseur britannique Salmon. Le Nürnberg entre en chantier naval au mois de décembre 1939 pour en ressortir en janvier 1940. Il rejoint ensuite Trondheim où se trouvent les cuirassés Scharnhorst, Gneisenau et le croiseur lourd Admiral Hipper. Le 25 juillet 1940, le navire escorte le Gneisenau qui doit rentrer en Allemagne se faire réparer à Kiel. Il reste dans les eaux allemandes d'août 1940 à novembre 1942. Le bateau se rend à Narvik le 2 décembre 1942 et y reste jusqu'en mai 1943. Sur le chemin du retour, à Stavanger, il tombe sur deux vedettes-torpilleurs qu'il parvient à éviter. Il sert en mer du Nord puis pose des mines dans le Skagerrak en 1945. Il jette l'ancre près de Copenhague. À la fin de la guerre, des résistants danois tentent de monter à bord. En plus de ces résistants, quatre membres de l'équipage meurent.
Du 26 au 29 mai 1945, le croiseur est amené avec des dragueurs de mine, le croiseur lourd Prinz Eugen ainsi que les croiseurs britanniques Devonshire et Dido à Wilhelmshaven. Les 500 membres d'équipage sont alors fait prisonniers par l'armée britannique et les 250 autres membres ainsi que le bateau sont remis à l'armée soviétique.

#### Commandement
| 1er novembre 1935 au 13 octobre 1936 | Kapitän zur See Hubert Schmundt            |
| 14 octobre 1936 au 8 octobre 1937    | Kapitän zur See Theodor Riedel             |
| 9 octobre 1937 au 15 novembre 1938   | Kapitän zur See Walter Krastel             |
| Novembre 1938                        | Kapitän zur See Heinz Degenhardt           |
| Novembre 1938                        | Fregattenkapitän Walter Hennecke (intérim) |
| 24 novembre 1938 au 7 août 1940      | Kapitän zur See Otto Klüber                |
| 8 août 1940 au 25 mars 1941          | Kapitän zur See Leo Kreisch                |
| 26 mars 1941 au 6 juin 1943          | Kapitän zur See Ernst von Studnitz         |
| 7 juin 1943 au 13 octobre 1944       | Kapitän zur See Gerhardt Böhmig            |
| 14 octobre 1944 à janvier 1946       | Kapitän zur See Helmuth Gießler            |

### Marine soviétique
Le Nürnberg est remis à la marine soviétique en tant que tribut de guerre. Il intègre la liste des navires le 5 novembre 1945 et affecté à la flotte de la Baltique. En même temps que cinq autres navires allemands, le destroyer Z 15 Erich Steinbrinck, le navire de ligne SMS Hessen, le Blitz, les anciens torpilleurs T 33 et T 107, il arrive à Liepāja le 2 janvier 1946. Il est rebaptisé Admiral Makarov le 5 du mois. Jusqu'en 1955, il est le navire-amiral de la 8e flotte en mer du Nord, avec pour port d'attache Tallinn. La chaudière principale subit de graves dommages en février 1957, l'Admiral Makarov devient un navire de formation et stationne à Kronstadt jusqu'à sa mise hors service en février 1959. Le navire est retiré de la liste le 15 février 1961 et envoyé à la casse.
On peut voir l'Admiral Makarov dans le film L'Inoubliable année 1919, tourné en 1951, dans le rôle d'un navire-amiral britannique.